# Kamil Poczwardowski
Kamil Poczwardowski (ur. 17 sierpnia 1984) – polski lekkoatleta, specjalista od biegów długodystansowych i przełajowych.
Dwukrotny brązowy medalista mistrzostw Polski seniorów w biegu przełajowym na dystansie około 12 kilometrów. Podczas przełajowych mistrzostw świata 28 marca 2010 zajął 89. miejsce w biegu na 12 km.
28 lipca 2012 roku debiutował na mistrzostwach Polski seniorów w biegach górskich stylem alpejskim w Międzygórzu, zajmując 4. miejsce. Tym samym zakwalifikował się do 28. Mistrzostw Świata WMRA w Ponte di Legno, które odbyły się 2 września 2012 roku, zajmując 77 miejsce. Drużynowo Polska zajęła 14. miejsce.
Zawodowo od 2012 roku podjął służbę w Państwowej Straży Pożarnej w Sierpcu. Jako reprezentant Państwowej Straży Pożarnej na mistrzostwach Polski strażaków w biegu na 10 km w Rakoniewicach zajmował kolejno miejsca: 3. miejsce (podczas XVIII MP, z czasem 32:47), 22. miejsce (podczas XIX MP), 26. miejsce (podczas XX MP) oraz 5. miejsce (podczas XXI MP, z czasem 33:28).

## Rekordy życiowe
- Bieg na 3000 m – 8:15,22 (2010)
- Bieg na 5000 m – 14:27,42 (2010)
- Bieg na 10 000 m – 30:18,78 (2011)[9]
- Półmaraton – 1:06:38 (2009)